# Аравале (національний заповідник)
Національний заповідник Аравале — природоохоронна територія, якою керує округ Гарісса за підтримки Служби охорони дикої природи Кенії. Він розташований у північно-східній провінції Кенії, 77 км на південь від міста Гарісса. Заповідник займає площу 533 км2. На заході він межує з річкою Тана, а на сході — дорогою Гарісса-Ламу. У 1974 році заповідник був оголошений єдиним місцем збереження на місці для популяції антилопи Хірола, яка перебуває під загрозою зникнення, ендемічної для північно-східної Кенії та південного заходу Сомалі.

## Дика природа
Заповідник є критично важливим притулком для ряду видів дикої природи, включаючи чотири глобально загрозливі види: хірола, зебра Греві, східноафриканська дика собака та східноафриканський гепард. Також тут живуть леопарди, гієни, сітчасті жирафи, орікси бейза, великі куду, геренуки, дукдуки, бородавочники, оливкові павіани, гіпопотами, крокодили, газелі Гранта, та ін.. Дослідження, проведене Terra Nuova у 2006 році, також показало ознаки присутності африканського слона.
З 2005 року заповідна територія разом із національним парком Лаг Бадана вважається охороною територією для левів.

## Зовнішні посилання
- Національне управління охорони навколишнього середовища Кенії
- Служба охорони дикої природи Кенії
- Національні музеї Кенії
- EDGE of Existence – 100 найкращих ссавців
- Червоний список МСОП
- Африканський фонд охорони природи
- Веб-сторінка Terra Nuova (італ.)